# ماركوس ريفيروس
ماركوس ريفيروس (بالإسبانية: Marcos Riveros)‏ (4 سبتمبر 1988 بأسونسيون في باراغواي - ) هو مدرب كرة قدم ولاعب كرة قدم باراغواياني في مركز الوسط. شارك مع منتخب باراغواي لكرة القدم. أما مع النوادي، فقد لعب مع سبورتيفو لوكوينو وناسيونال أسونسيون ونيولز أولد بويز ونادي غواراني (نادي كرة قدم).

## روابط خارجية
- ماركوس ريفيروس على موقع قاعدة بيانات كرة القدم.إي يو (الإنجليزية)
- ماركوس ريفيروس على موقع ناشيونال فوتبول تيمز (الإنجليزية)
- ماركوس ريفيروس على موقع Soccerway.com (الإنجليزية)